# Meteor roku 1860
Meteor roku 1860 – obraz amerykańskiego malarza pejzażysty Frederica Edwina Churcha. Obraz ten powstał w latach 1860–1861, a obecnie znajduje się w kolekcji prywatnej.

## Temat obrazu
Tematem obrazu jest meteor, który pojawił się na niebie 20 lipca 1860 roku. Meteor, który zainspirował malarza należał do niezwykle rzadkiej grupy meteorów muskających atmosferę. Zupełnie niezależnie ten sam meteor stał się również tematem wiersza Rok Meteorów (1859–60) (ang. Year of Meteors) Walta Whitmana. Choć Frederic Edwin Church przebywał wtedy w Catskill, a Walt Whitman w Nowym Jorku, obaj zaobserwowali to samo zjawisko.